# Podhůřská lípa
Podhůřská lípa je památný strom ve vsi Podhůří východně od Nepomuku. Lípa velkolistá (Tilia platyphyllos) roste na návsi před dvorem čp. 1. v nadmořské výšce 520 m. Obvod jejího kmene měří 501 cm a výška stromu je 31 m (měření 2003). Chráněna od roku 1976 pro svůj vzrůst a estetickou hodnotu.